# 김종구 (법조인)
김종구(金鍾求)는 제48대 대한민국의 법무부 장관을 역임한 법조인이다. 부인과 2남 1녀 자녀가 있다. 사법대학원 3기 출신으로 서울고등검찰청 차장검사를 역임한 차경환 서울고등검찰청 차장검사가 사위다.

## 생애
1941년 충청남도 천안시에서 태어나 대전고등학교와 서울대학교 법학과를 나왔고 제3회 사법시험에 합격하여 육군 법무관을 거쳐 대전지방검찰청 검사에 임용되었다. 1979년까지 서울지방검찰청, 전주지방검찰청 정읍지청, 인천지방검찰청 등에서 검사로 재직하였다.
6공화국 초에 특수, 공안 수사에서 능력을 발휘하여 검찰총장 후보로 거론되었으며 서울지방검찰청 검사장으로 재직할 때 전결 검사제를 정착시켰다. 역사, 지리에 해박한 지식을 가지고 있으며 1994년 9월 정무직 공무원인 법무부 차관에 임명되었다. 1997년 8월 5일 ~ 1998년 3월 2일까지 대한민국 제46대 법무부 장관을 지냈다. 현역 고등검찰청 검사장이 법무부 장관이 된 것은 이후 김현웅이 장관될 때까지 사례가 없었다.
서울고등검찰청 검사장으로 있을 때  1년동안의 연구 결과를 정리하여 <검찰 항고 고소제도 개선 및 사건 처리절차 합리화 방안 연구>라는 책을 출판하여  "가벼운 사건에 대해 부검사를 두는 등 사건처리 절차를 이원화해야 한다"는 주장을 펼쳤다.
법무부 장관으로 재직하던 1997년 12월 30일에 사형수 23명에 대해 사형집행을 명령하여 대한민국에서 마지막 사형집행을 명령한 장관이다.
2001년 2월 16일 동국대학교 대학원에서 "외국과의 비교를 통해 우리나라 형사사법제도의 문제점을 분석하고 다양한 형사사법 수요에 부응할 수 있는 검찰제도의 운용방안을 제시"한 <형사사건처리 절차의 현실과 개선방안>이란 주제의 논문으로 법학박사 학위를 받았다.
안면도 국제 꽃 박람회 조직위원장에 위촉된 2009년 12월 9일에 "태안유류 피해와 화훼산업 침체 및 세계적 금융위기 등 국·내외적으로 어려운 상황에서 안면도 국제 꽃박람회가 성공적으로 치러질 수 있도록 혼신의 노력을 다하겠다"고 밝혔다.
30여년의 검찰실무 경력을 바탕으로 2002년에 '형사사법개혁론'을 저술한 김종구는 이 책을 통해 "사법개혁은 법률 수요자인 국민의 편리를 우선하는 방향으로 전개돼야 한다"며 "공정하며 신속한 사건처리 방안과 형사사법기관의 업무량 경감을 통해 사건처리 역량을 강화해야한다"는 취지로 사법개혁의 방향과 실질적 대안을 제시하였으며 한국형사소송법학회 초대 회장을 맡은 바가 있는 김종구는 검찰총장 후보 추천위원회 위원장으로서 2013년 10월 25일에 "국민을 위해 검찰이 일해야 하는데 국민이 검찰을 걱정하는 상황을 맞았다"면서 "새 검찰총장은 조직을 안정시키고 내부의 갈등을 잘 치유해야 한다"고 말했으며 이후 김진태 검찰총장의 임기가 만료되는 2015년 12월 1일을 앞두고 법무부가 구성한 검찰총장 후보추천위원회 비당연직 위원으로 다시 위촉되었다.
2014년 3월 14일에 학계 출신이 아닌 관료 출신으로 유일하게 선임되어 KT 사외이사로 있던 2017년 1월 4일에 CEO 추천위원회 위원장을 맡은 바가 있는 김종구는 2018년 3월 KT 이사회 의장에 선임되었다.
박근혜 대통령 비서실장을 역임한 바가 있는 김기춘이 검찰국장일 당시 검찰 1과장,  법무부장관일 때 법무부 기획관리실장을 맡은 경력이 있는 김종구가 정의구현사제단이 국가정보원 대선 개입 진상 규명을 요구했을 때 '종북의 온상'이라고 비판했던 대한민국수호천주교모임 발기인으로 참가한 사실이 알려지면서 논란이 있었다.

## 서훈
- 서훈 청조, 황조 근정훈장

## 저술
- 형사사법개혁론
- 검찰제도론 (공저)

## 경력
- 1966년 육군 검찰관
- 1968년 육군 고등군법회의 법무사
- 1969년 대전지방검찰청 검사
- 1979년 법무부 검찰1과 검사
- 1981년 법무부 보호국 심사과 과장
- 1982년 서울지방검찰청 동뷔청 부장검사
- 1982년 법무부 검찰1과 과장
- 1985년 서울지방검찰청 동부지청 총무부 부장
- 서울지방검찰청 동부지청 형사3부 부장
- 1987년 수원지방검찰청 차장검사
- 1988년 서울지방검찰청 3차장검사
- 1989년 서울지방검찰청 1차장검사
- 1990년 서울지방검찰청 동부지청 지청장
- 1991년 법무부 기획관리실 실장
- 1992년 7월 29일 ~ 1993년 3월 16일 제34대 대전지방검찰청 검사장
- 1993년 법무부 검찰국 국장
- 1993년 9월 21일 ~ 1994년 9월 15일 제34대 서울지방검찰청 검사장
- 1994년 9월 16일 ~ 1995년 9월 19일 제35대 법무부 차관
- 1995년 9월 20일 ~1997년 8월 5일 제24대 서울고등검찰청 검사장
- 1997년 8월 5일 ~ 1998년 3월 2일  제46대 법무부 장관
- 1998년 동국대학교 법학과 객원교수
- 1998년 홍익대학교 초빙교수
- 2001년 동국대학교 법학과 겸임교수
- 검찰 동우회 회장
- 2006년 ~ 법무법인 여명 고문 변호사
- 2014년 3월 14일 KT 사외이사[15]
- 2009년 12월 9일 안면도 국제꽃박람회 조직위원장
- 2017년 6월 29일 ~ 2021년 6월 28일 학교법인 동원학원 이사(교육이사)
- 2018년 3월 KT 이사회 의장[16]